# Pericyma lignicolora
Pericyma lignicolora là một loài bướm đêm trong họ Erebidae.